# William Huggins (Maler)
William Huggins (* Mai 1820 in Liverpool, England, Vereinigtes Königreich; † 25. Februar 1884 in Christleton, Cheshire, England, Vereinigtes Königreich) war ein britischer Maler, der sich auf das Malen von Tieren spezialisiert hatte. Als solcher war er ein häufig gesehener Gast im Tierzirkus Wombwell’s Travelling Menagerie und im Zoologischen Garten seiner Heimatstadt Liverpool. Zudem war Huggins dafür bekannt eine Vielzahl von Haustieren zu besitzen.

## Leben
Huggins wurde im Mai 1820 in Liverpool als Sohn von Samuel und Elizabeth Huggins geboren und am 20. Mai 1820 in der Church of St Paul getauft. Ersten Unterricht im Zeichnen erhielt Huggins an der Liverpool Institute High School for Boys. Im Alter von nur fünfzehn Jahren gewann Huggins für sein Gemälde Adam’s Vision of the Death of Abel einen Kunstpreis und wurde so an der Liverpool Academy of Arts ausgestellt. Huggins zeichnete zunächst Alltagsszenen aus seinem Leben oder besuchte den Liverpooler Zoo, um dort Tiere zu studieren und zu zeichnen. Er unternahm aber auch Reisen – etwa, um in Wombwell’s Travelling Menagerie exotische Tiere beobachten und abzeichnen zu können. Huggins angesehene Arbeiten wurden sogar mit denen von George Stubbs verglichen. Die Beeinflussung durch Stubbs gestand Huggins großmütig ein – ganz im Gegensatz zu einem später gemachten Vergleich mit Edwin Landseer, wegen dessen Huggins regelrecht gekränkt war. Da es Huggins nie möglich war, die exotischen Tiere, die er bevorzugt malte, in ihrem natürlichen Habitat zu beobachten, kritisierten einige trotz all des Lobes für die Darstellung der Tiere selbst den Mangel an Hintergrund bei Huggins Werken.
1845 ging Huggins auf Abstand zu seinen bevorzugten Sujets, wilden Tieren und Haushühnern. Er ließ sich nun von literarischen Werken inspirieren und illustrierte diese – Werke von John Milton, Percy Shelley, Edmund Spenser und Thomas Moore zählten zu seinen bevorzugten Inspirationsquellen.
Das erste Gemälde, das Huggins an der Royal Academy of Arts ausstellte, war Androcles and the lion im Jahre 1846. Er stellte hier bis in die 1870er erfolgreich aus, wurde aber nie zum Mitglied der Royal Academy. Von 1850 bis 1856 war Huggins allerdings Mitglied der Liverpool Academy. Bei seinen zahlreichen Ausstellungen in den größeren Städten Großbritanniens kam Huggins in Kontakt mit den Präraffaeliten, deren Gebrauch von Lasuren ihn beeinflusste.
1861 zog Huggins zusammen mit seinem älteren Bruder Samuel, der ein namhafter Autor über Themen der Architektur war, nach Chester. Die Brüder lebten hier bis 1865. Durch Samuel beeinflusst, begann William Huggins auch Gemälde von Bauwerken zu malen – so etwa von der Chester Cathedral, für deren Erhalt sich Samuel starkmachte, als diese restauriert werden sollte. Auch als die Brüder nicht mehr zusammenwohnten, malte Williams Huggins weiterhin Gebäude und so entstanden Gemälde wie Stones of Chester, or Ruins of St. John’s und Salmon Trap on the Dee.
1876 zog Huggins nach Betws-y-Coed, wo er wieder vermehrt Landschaftsgemälde malte. So entstand etwa 1877 das Bild The Fairy Glen, das in Liverpool ausgestellt wurde. Zu seinem Lebensende hin zog Huggins ein letztes Mal um – von Wales nach Christleton, einem Dorf und Vorort von Chester in Cheshire. Hier starb Huggins am 25. Februar 1884 im Alter von 63 Jahren. Sein Bruder Samuel starb im folgenden Jahr. Die Brüder wurden in St James’ Church in Christleton beigesetzt.

## Werk
Auch wenn sie vielleicht nicht zu seinen bevorzugten Sujets gehörten, so waren Huggins Gemälde von Hauspferden, Vieh und Haus- und Hofvögeln seine handwerklich besten. Ein besonderes Faible hatte Huggins jedoch für große Raubkatzen wie Tiger und Löwen. Immer wieder malte er die majestätischen Raubtiere vor meist neutralen Hintergründen, was dem Umstand geschuldet war, dass Huggins nie nach Afrika oder Asien gereist war, um die Tiere in ihrem natürlichen Habitat zu beobachten, und die Tiere hingegen nur in zoologischen Gärten und beim Zirkus studieren konnte. Dies war auch der einzige häufige Kritikpunkt an Huggins sonst zumeist gelobten Gemälden von Wildtieren.
Neben Tieren malte Huggins auch Motive aus literarischen Werken. So illustrierte er Texte von John Milton und Percy Shelley, dem Ehemann von Mary Shelley, der Schöpferin von Frankenstein. Besonders hervorzuheben sind die Illustrationen zu Edmund Spensers The Faerie Queene und Thomas Moores Enchantress and Nourmahal. Darüber hinaus malte Huggins inspiriert von seinem Bruder Samuel, der Bücher zu architektonischen Themen verfasste, Gebäude.

## Galerie
Galerie mit Kunstwerken von William Huggins:

Löwe, 1840
Königstiger, 1838
Viehtränke, 1871
Löwe und Löwin, vor 1884
Selbstbildnis mit Hühnern, 1858